# 尼崎港站
34°42′47.5″N 135°25′08.2″E / 34.713194°N 135.418944°E

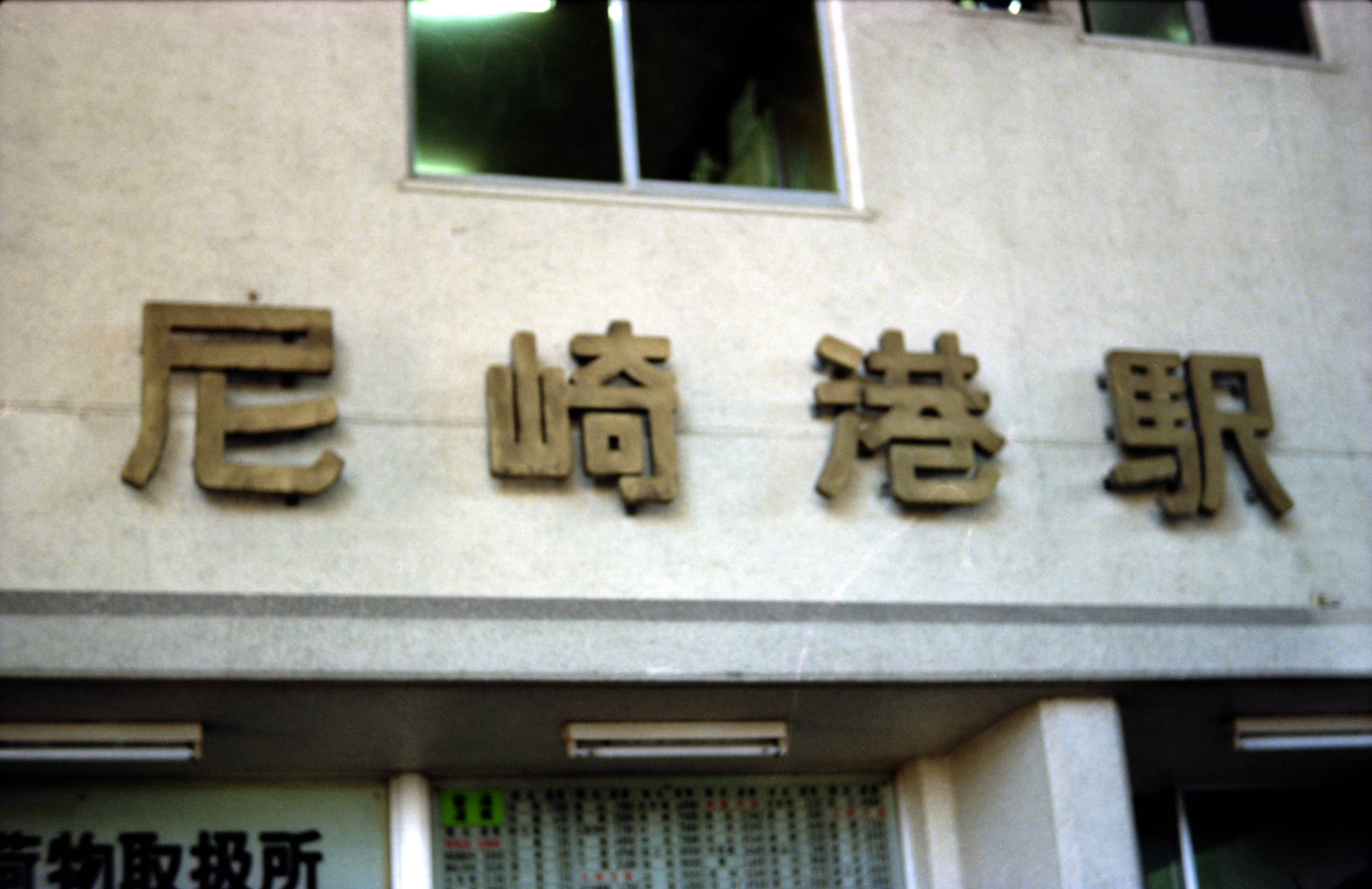
尼崎港站

尼崎港站是曾經存在於日本兵庫縣尼崎市，日本國有鐵道福知山線（尼崎港線）的已廢棄鐵路車站。